# Hajná Nová Ves
Hajná Nová Ves és un poble i municipi d'Eslovàquia que es troba a la regió de Nitra, al sud-oest del país.
La primera menció escrita de la vila es remunta al 1358.

## Demografia
| Godina             | 1994 | 2004   | 2014   | 2024   |
| ------------------ | ---- | ------ | ------ | ------ |
| Nombre de persones | 348  | 349    | 333    | 347    |
| Diferència         |      | +0,28% | −4,58% | +4,20% |

| Godina             | 2023 | 2024   |
| ------------------ | ---- | ------ |
| Nombre de persones | 345  | 347    |
| Diferència         |      | +0,57% |